# His Inspiration (film 1913)
His Inspiration è un cortometraggio muto del 1913 scritto e diretto da Christy Cabanne. Distribuito dalla General Film Company nel novembre di quell'anno, il film fu interpretato da Alan Hale, Irene Howley, Betty Hartigan e Alfred Paget.

## Produzione
Il film fu prodotto dalla Biograph Company.

## Distribuzione
Distribuito dalla General Film Company, il film - un cortometraggio in una bobina - uscì nelle sale cinematografiche statunitensi il 15 novembre 1913.